# Setmana Catalana de 1988
La Setmana Catalana de 1988, va ser la 25a edició de la Setmana Catalana de Ciclisme. Es disputà en 7 etapes del 21 al 25 de març de 1988. El vencedor final fou l'irlandès Sean Kelly de l'equip Kas per davant de Anselmo Fuerte i Iñaki Gastón.
Kelly, va dominar la "Setmana" des de la primera etapa. Mathieu Hermans va mantenir el lideratge fins que les etapes més exigents van col·locar l'irlandès a la primera posició que va mantenir fins al final.
Cal destacar també a Hermans i a Iñaki Gastón, que van guanyar 3 i dos etapes, respectivament.

## Etapes
| Etapa | Data       | Ciutats d'etapa                       | km    | Vencedor de l'etapa   | Líder de la general   |
| ----- | ---------- | ------------------------------------- | ----- | --------------------- | --------------------- |
| 1a    | 21 de març | Perpinyà – Lloret de Mar              | 211,0 | Mathieu Hermans (NED) | Mathieu Hermans (NED) |
| 2a A  | 22 de març | Lloret de Mar – Cornellà de Llobregat | 120,0 | Mathieu Hermans (NED) | Mathieu Hermans (NED) |
| 2a B  | 22 de març | Circuit de Montjuïc                   | 37,0  | Mathieu Hermans (NED) | Mathieu Hermans (NED) |
| 3a    | 23 de març | Cornellà de Llobregat – Cambrils      | 181,0 | Iñaki Gastón (ESP)    | Sean Kelly (IRL)      |
| 4a A  | 24 de març | Cambrils - Lleida                     | 107,0 | Jaume Vilamajó (ESP)  | Sean Kelly (IRL)      |
| 4a B  | 24 de març | Lleida - Lleida (CRI)                 | 20,0  | Sean Kelly (IRL)      | Sean Kelly (IRL)      |
| 5a    | 25 de març | Lleida - Andorra la Vella ( Andorra)  | 164,0 | Iñaki Gastón (ESP)    | Sean Kelly (IRL)      |

### 1a etapa[1]
21-03-1988: Perpinyà – Lloret de Mar, 2,3 km.:
|   | Ciclista              | Equip      | Temps      |
| - | --------------------- | ---------- | ---------- |
| 1 | Mathieu Hermans (NED) | Caja Rural | 6h 10' 09" |
| 2 | Sean Kelly (IRL)      | Kas        | m. t.      |
| 3 | Jaume Vilamajó (ESP)  | Kelme      | + 01"      |

### 2a etapa A[2]
22-03-1988: Lloret de Mar – Cornellà de Llobregat, 120,0 km.
|   | Ciclista              | Equip        | Temps      |
| - | --------------------- | ------------ | ---------- |
| 1 | Mathieu Hermans (NED) | Caja Rural   | 3h 03' 11" |
| 2 | Johan Lammerts (NED)  | Toshiba-Look | m. t.      |
| 3 | Acacio da Silva (POR) | Kas          | m. t.      |

### 2a etapa B[2]
22-03-1988: Circuit de Montjuïc, 37,0 km.:
|   | Ciclista               | Equip      | Temps   |
| - | ---------------------- | ---------- | ------- |
| 1 | Mathieu Hermans (NED)  | Caja Rural | 52' 15" |
| 2 | Miguel Indurain (ESP)  | Reynolds   | m. t.   |
| 3 | Wilfried Peeters (BEL) | Sigma      | m. t.   |

### 3a etapa[3]
23-03-1988: Cornellà de Llobregat – Cambrils, 181,0 km.:
|   | Ciclista                 | Equip    | Temps      |
| - | ------------------------ | -------- | ---------- |
| 1 | Iñaki Gastón (ESP)       | Kelme    | 4h 57' 54" |
| 2 | Josep Lluís Laguía (ESP) | Reynolds | m. t.      |
| 3 | Johannes Draaijer (NED)  | PDM      | m. t.      |

### 4a etapa A[4]
24-03-1988: Cambrils - Lleida, 107,0 km.:
|   | Ciclista               | Equip      | Temps      |
| - | ---------------------- | ---------- | ---------- |
| 1 | Jaume Vilamajó (ESP)   | Kelme      | 3h 07' 22" |
| 2 | Mathieu Hermans (NED)  | Caja Rural | m. t.      |
| 3 | Wilfried Peeters (BEL) | Sigma      | m. t.      |

### 4a etapa B[4]
24-03-1988: Lleida (CRI), 21,0 km.:
|   | Ciclista               | Equip    | Temps   |
| - | ---------------------- | -------- | ------- |
| 1 | Sean Kelly (IRL)       | Kas      | 25' 02" |
| 2 | Paul Haghedooren (BEL) | Sigma    | + 24"   |
| 3 | Miguel Indurain (ESP)  | Reynolds | + 42"   |

### 5a etapa[5]
25-03-1988: Lleida - Andorra la Vella, 164,0 km.:
|   | Ciclista            | Equip    | Temps      |
| - | ------------------- | -------- | ---------- |
| 1 | Iñaki Gastón (ESP)  | Kelme    | 4h 05' 03" |
| 2 | Pedro Delgado (ESP) | Reynolds | + 12"      |
| 3 | Sean Kelly (IRL)    | Kas      | m. t.      |

## Classificació General
|    | Ciclista                   | Equip        | Punts       |
| -- | -------------------------- | ------------ | ----------- |
| 1  | Sean Kelly (IRL)           | Kas          | 22h 41' 08" |
| 2  | Anselmo Fuerte (ESP)       | BH Sport     | + 1' 04"    |
| 3  | Iñaki Gastón (ESP)         | Kelme        | + 1' 12"    |
| 4  | Pedro Delgado (ESP)        | Reynolds     | + 1' 19"    |
| 5  | Peter Stevenhaagen (NED)   | PDM          | + 1' 56"    |
| 6  | Paul Haghedooren (BEL)     | Sigma        | + 1' 59"    |
| 7  | Marc Madiot (FRA)          | Toshiba-Look | + 2' 05"    |
| 8  | Miguel Indurain (ESP)      | Reynolds     | + 2' 05"    |
| 9  | Pere Muñoz Rodríguez (ESP) | Fagor        | + 2' 14"    |
| 10 | Acacio da Silva (POR)      | Kas          | + 2' 24"    |